# كريستينا نيلسون
كريستينا نيلسون، كونتيس دي كاسا ميراندا (بالسويدية: Christina Nilsson)‏ ، (20 أغسطس 1843 – 20 نوفمبر 1921) مغنية السوبرانو أوبرا سويدية. كانت تمتلك تقنية بل كانتو واعتبرت منافسة لأكثر المغنيات شهرة في العصر الفيكتوري، أديلينا باني . أصبحت نيلسون عضواً في الأكاديمية الملكية السويدية للموسيقى في عام 1869.

## السيرة الشخصية

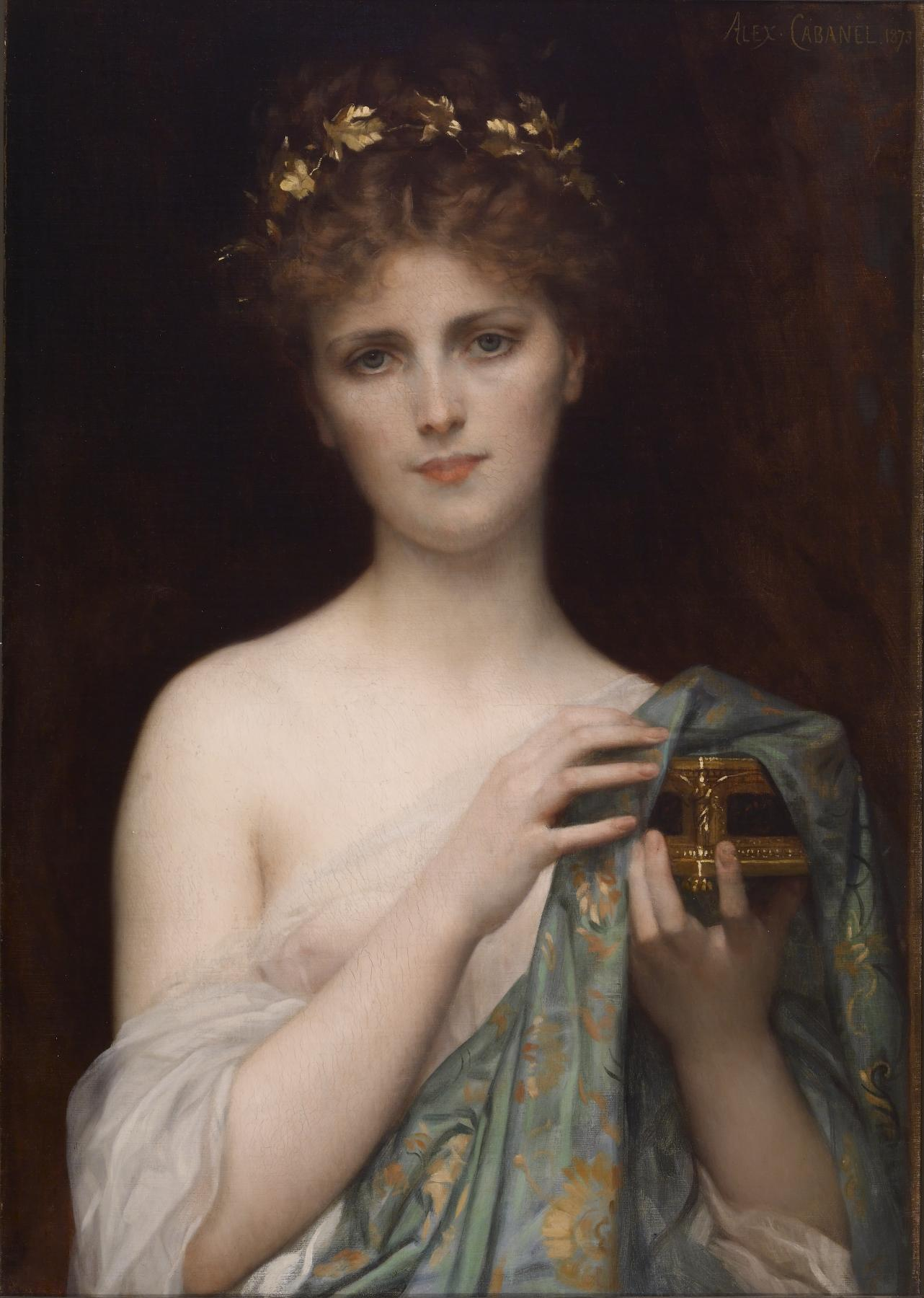
باندورا رسمها ألكسندر كابانيل ، 1873. كانت نيلسون النموذج لهذه اللوحة.

ولدت كريستينا نيلسون كريستينا جوناسدوتير في مزرعة سيوابول، بالقرب من فاكسجو ، سمولاند ، للفلاحين جوناس نيلسون وكاجسا ستينا مونسدوتر. من سنواتها الأولى، أظهرت موهبة صوتية. علّمت نفسها العزف على الكمان والناي، وغنت في معارض الفلاحين في السويد مع أخيها. اكتشفتها أديلايد ليوسين عندما كانت في الرابعة عشرة من عمرها وتعمل في أحد أسواق ليونجبي. سرعان ما أصبحت أديلايد ليوسين راعيتها، مما مكن كريستينا من الحصول على تدريب صوتي. وكانت تلميذة عند فرانز بيروالد لمدة عامين.
في عام 1860 ، قدمت حفلات في كل من ستوكهولم وأوبسالا . بعد دراسة استمرت أربع سنوات في باريس ، بدأت دراستها الأوبرالية عام 1864 بصفتها فيوليتا في أوبرا جوزيبي فيردي لا ترافياتا في مسرح ليريك في باريس. بعد هذا النجاح غنت في دور الأوبرا الرئيسية في لندن وسانت بطرسبرغ وفيينا ومدينة نيويورك . كما ظهرت في أداء أوبرا متروبوليتان في حفل الافتتاح يوم 22 أكتوبر 1883. في سبتمبر 1885 كانت ترغب بالاعتزال، وعقدت حفل وداع في شرفة فندق جراند في ستوكهولم. تجمع ما يقدر بنحو 50 الف شخص لسماع صوت السوبرانو المشهور عالميا. فجأة انتشر صراخ، غير صحيح، بأن السقالات على مبنى قريب كانت تسقط، وانتشر الذعر في الحشد. قتل 19 شخصًا في الفوضى التي أعقبت ذلك، وتم نقل الجثث وجميع المصابين إلى بهو الفندق، حيث قابلتهم نيلسون المرعوبة. تم انتقاد شرطة ستوكهولم للطريقة التي تعاملت بها مع الحدث، ولم تعافى نيلسون نفسيا من ذلك الحادث. وتبرعت بسخاء لعائلات الضحايا.
تزوجت كريستينا نيلسون في دير وستمنستر من المصرفي الفرنسي أوغست روزود الذي توفي في عام 1882. وفي عام 1887 تزوجت من أنجيل ريمون، كونت دي كاسا ميراندا الذي توفي عام 1902.
في المراسلات والمخاطبات، غالباً ما كانت نيلسون توقع باسمها الأول كريستين ، وخلال الجزء الأخير من حياتها عرفت باسم الكونتيسة دي كاسا ميراندا .
توفيت في فاكسجو، السويد، في عام 1921. على عكس باتي، لم تسجل نهائيا أي تسجيلات صوتية لصوتها.

## روابط خارجية
- كريستينا نيلسون على موقع ميوزك برينز (الإنجليزية)
- صور وملخص قصير